# Manilkara discolor
Manilkara discolor là một loài thực vật có hoa trong họ Hồng xiêm. Loài này được (Sond.) J.H.Hemsl. mô tả khoa học đầu tiên năm 1966.